# Texas Trouble Shooters
Texas Trouble Shooters è un film del 1942 diretto da S. Roy Luby.
È un film western statunitense con Ray Corrigan (accreditato come Ray 'Crash' Corrigan), John 'Dusty' King e Max Terhune (accreditato come Max 'Alibi' Terhune). Fa parte della serie di 24 film western dei Range Busters, realizzati tra il 1940 e il 1943 e distribuiti dalla Monogram Pictures.

## Produzione
Il film, diretto da S. Roy Luby su una sceneggiatura di Arthur Hoerl con il soggetto di Elizabeth Beecher, fu prodotto da George W. Weeks per la Monogram Pictures tramite la società di scopo Range Busters. Il brano della colonna sonora Deep in the Heart of Texas fu composto da June Hershey (parole) e Don Swander (musica), il brano Light of Western Skies da Harry Tobias e Roy Ingraham (parole e musica).

## Distribuzione
Il film fu distribuito negli Stati Uniti dal 12 giugno 1942 al cinema dalla Monogram Pictures.
Altre distribuzioni:
- in Francia il 26 novembre 1947 (Troubles au Texas)
- in Germania Ovest il 1º agosto 1950 (Das gibt es nur in Texas)
- in Portogallo il 4 febbraio 1952 (A Lei do mais Forte)

## Promozione
Le tagline sono:
- "OIL FROM THE WELLS OF TEXAS...It Starts A Rangeland War and Bitter Bloodshed...Till the Rangebusters Come To Town!".
- "TERROR ON THE TEXAS PLAINS...Till The Rangebusters Hove Into View And Smash Their Way Across The Panhandle!".